# Tommy Robinson
Stephen Yaxley-Lennon (Luton, Bedfordshire, 27 de novembro de 1982), conhecido por Tommy Robinson, é um jornalista nacionalista britânico.

## Biografia
Desde 2005, esteve afiliado a diversos partidos e organizações de Direita (política), como o Partido Nacional Britânico e o Partido Liberal Britânico, do qual foi vice-presidente.
Foi fundador da Liga de Defesa Inglesa (EDL), que é descrita como sendo uma organização islamofóbica.
É um ex-hooligan de futebol, fanático pelo Luton Town, e chegou a ser preso por iniciar uma briga com a claque de adeptos do Newport County, na qual se envolveram mais de 100 pessoas.
Ele chegou a ser preso por três meses, em maio de 2018, por gravar um vídeo na frente de um tribunal para o Facebook, em que revelava as identidades dos réus num julgamento em andamento, cujo processo judicial era um caso de estupro.
Em 2024, começou a cumprir uma nova pena de prisão, desta vez, de 18 meses, por repetir alegações falsas contra um adolescente sírio refugiado no Reino Unido, em que este teria atacado meninas da escola. E logo no inicio do ano de 2025, a 2 de janeiro, ele ganhou o apoio de Elon Musk que queria vê-lo liberto e no Reform UK, apesar do do seu líder Nigel Farage não querer a sua presença. Já o mesmo Farage não gostou que o Tommy se tivesse juntado ao UKIP, o seu antigo partido, tornando-se conselheiro do seu líder, Gerard Batten.